# Кильстет
Кильстет (фр. Kilstett) — коммуна на северо-востоке Франции в регионе Гранд-Эст (бывший Эльзас — Шампань — Арденны — Лотарингия), департамент Нижний Рейн, округ Агно-Висамбур, кантон Брюмат.
Площадь коммуны — 6,9 км², население — 2270 человек (2006) с тенденцией к росту: 2555 человек (2013), плотность населения — 370,3 чел/км².

## Население
Население коммуны в 2011 году составляло 2423 человека, в 2012 году — 2489 человек, а в 2013-м — 2555 человек.
| 1962 | 1968 | 1975 | 1982 | 1990 | 1999 | 2006 | 2008 | 2011 | 2012 | 2013 |
| ---- | ---- | ---- | ---- | ---- | ---- | ---- | ---- | ---- | ---- | ---- |
| 1161 | 1257 | 1548 | 1510 | 1406 | 1923 | 2270 | 2369 | 2423 | 2489 | 2555 |

Динамика населения:

## Экономика
В 2010 году из 1557 человек трудоспособного возраста (от 15 до 64 лет) 1231 были экономически активными, 326 — неактивными (показатель активности 79,1 %, в 1999 году — 78,0 %). Из 1231 активных трудоспособных жителей работали 1185 человек (615 мужчин и 570 женщин), 46 числились безработными (17 мужчин и 29 женщин). Среди 326 трудоспособных неактивных граждан 136 были учениками либо студентами, 116 — пенсионерами, а ещё 74 — были неактивны в силу других причин.

## Достопримечательности (фотогалерея)
- Здание мэрии
- Мемориал павшим
- Церковь